# 胡德越
胡德越（1947年—2013年），越南政治人物。曾任胡志明共青团中央第一书记，越共中央组织部部长等职务。

## 生平
1947年生于乂安省。祖父胡松茂为老一辈革命家。
1965年至1974年在捷克斯洛伐克布拉格查理大学学习，获数学-物理学副博士学位。1967年10月19日加入越南劳动党。1975年回国，在河内综合大学任教。1982年，在法国实习。1983年任河内市团委常务副书记。
1996年6月在越共八大当选中央委员。同年任广宁省委书记。1998年任中央组织部副部长。1999年12月任太原省委书记。2001年至2003年任越南足球協會主席。2002年8月任国会常务委员、国会科技环境委员会主任。2006年4月在越共十大上当选为中央政治局委员。2006年5月任中央组织部部长。
2011年10月，退休。2013年5月31日，因癌症逝世。6月3日，越南党和国家为胡德越同志举行最高规格葬礼。骨灰安葬在河内梅峄陵园。
获一级独立勋章、一级劳动勋章各一枚，奖章多枚。